# ديفيد ميتشيل (محامي)
ديفيد ميتشيل (بالإنجليزية: David Mitchell)‏ هو محامي أسترالي، ولد في 1933، وتوفي في 6 مايو 2018.